# A magyarországi főnemesség XX. századi genealógiája (könyv)
A magyarországi főnemesség XX. századi genealógiája egy nagy terjedelmű magyar családtörténeti lexikon.

## A mű története
A szerző, Gudenus János József bárói családból származott, és ezért a szocializmus idején tanulási lehetőségeiben hátrányos megkülönböztetés érte. Már ebben az időben komoly kutatásokat kezdett a magyarországi arisztokrácia múltjának megismerése érdekében (személyes beszélgetések, hatszázezer gyászjelentés átnézése stb.). Első jelentős műve a rendszerváltás idején került nyomdába Összetört címerek címmel, amelyben összefoglalta a magyar arisztokrácia 1945 utáni történetét. Úgy vélte azonban, hogy egy nagyobb lexikonban is közrebocsátja kutatásait, és ennek okán készítette el A magyarországi főnemesség XX. századi genealógiája nevű alkotását. Az 5 kötetes mű különböző kiadók együttes segítségével jelent meg Budapesten 1990 és 1999 között.
A 2300 nyomtatott oldalt meghaladó, címerrajzokkal gazdagon illusztrált munka szervesen illeszkedik a korábbi családtörténeti vállalkozások sorába, és Nagy Iván Magyarország családai czimerekkel és nemzékrendi táblákkal (1857–1868), illetve Kempelen Béla Magyar nemes családok (1911–1932) című lexikonjai mellett a harmadik nagy magyar genealógiai lexikonnak tekinthető.
2005-ben az Arcanum Adatbázis Kft. a Heraldika Kiadóval közösen CD-lemezen is megjelentette a kutatásokat, amelyeket ráadásul kiegészített a szerzőtől kapott jegyzetekkel. Az adatok napjainkban a Magyar Főnemességi Adattár (MFAT) honlapján kutathatóak.

## Kötetbeosztása
| Kötetszám | Kötetcím                                | Kiadó             | Kiadási év | Oldalszám | ISBN-szám          |
| --------- | --------------------------------------- | ----------------- | ---------- | --------- | ------------------ |
| I.        | A–J                                     | Natura Kiadó      | 1990       | 622       | ISBN 963-234-313-1 |
| II.       | K–O                                     | Tellér Kiadó Kft. | 1993       | 443       | ISBN 963-8178-00-0 |
| III.      | P–S                                     | Heraldika Kiadó   | 1998       | 392       | ISBN 963-233-304-7 |
| IV.       | Sz–Zs                                   | Heraldika Kiadó   | 1999       | 389       | ISBN 963-858-538-2 |
| V.        | Kiegészítések, pótlások, névmutató A–Zs | Heraldika Kiadó   | 1999       | 505       | ISBN 963-9204-08-0 |